# Red Nacional de los Ferrocarriles Españoles
Red Nacional de los Ferrocarriles Españoles, RENFE (dosł. Krajowa Sieć Kolei Hiszpańskich)– dawny kolejowy przewoźnik narodowy w Hiszpanii działający w latach 1941–2005. 
W 2005 przedsiębiorstwo zostało podzielone na dwie spółki:  Renfe Operadora i Administrador de Infraestructuras Ferroviarias